# Bettina Weist
Bettina Weist (* 2. Mai 1968 in Gladbeck-Butendorf) ist eine deutsche Politikerin (SPD). Sie ist seit November 2020 Bürgermeisterin der Stadt Gladbeck und wurde als erste Frau direkt in diese Position gewählt.

## Leben

### Ausbildung und berufliche Tätigkeit
Nach dem Abitur am Riesener-Gymnasium und dem Studium der Sozialpädagogik an der Ruhr-Universität Bochum arbeitete Weist zunächst im Jugendamt der Stadt Gladbeck.
Später wurde sie erste Kinder- und Jugendbeauftragte der Stadt. Die Bildung des Jugendrates der Stadt Gladbeck und das „Gladbecker Bündnis für Familie – Erziehung, Bildung, Zukunft“ gestaltete sie nach eigener Aussage entscheidend mit. Im Jahr 2010 übernahm sie die Leitung des städtischen Amtes für Bildung und Erziehung mit rund 100 Mitarbeitern.

### Politische Karriere
Bettina Weist, die sich selbst als „Ur-Gladbeckerin“ bezeichnet, trat 2013 der örtlichen SPD bei. Bei der Bürgermeisterwahl 2020 trat sie gegen den CDU-Kandidaten Dietmar Drosdzol an und wurde in einer Stichwahl am 27. September 2020 mit 62,79 Prozent der abgegebenen Stimmen zur Nachfolgerin des bisherigen Amtsinhabers Ulrich Roland (SPD) gewählt. Im Gegensatz zu Maria Seifert (1937–2020), die Ende 1994 als erste Frau für wenige Wochen diese Position nur übergangsweise stellvertretend innehatte, ist Weist die erste direkt gewählte Bürgermeisterin der Stadt. Ihr neues Amt trat sie am 1. November 2020 an.
Im Wahlkampf hatte Weist betont, dass sie für einen neuen Politikstil stehe, in dem Respekt, Toleranz und Freundlichkeit grundlegende Werte seien. Aus dieser Grundlage wolle sie die Themen „Wirtschaft und Arbeit“, „Stadtgestaltung“, „Kinder und Jugend“ und „Zusammenleben“ vorantreiben.

### Persönliches
Weist ist verheiratet und hat zwei Söhne. Sie lebt mit ihrer Familie im Stadtteil Rentfort.